# 橘成季
橘 成季（たちばな の なりすえ）は、鎌倉時代前期の人物。橘則光の後裔である橘光季の養子。官職は伊賀守。『古今著聞集』の作者。

## 経歴
競馬をよくし、詩文や管絃・絵画を好み、藤原孝時から琵琶の伝授を受けたが破門された。寛喜2年（1230年）頃には右衛門尉の官にあり、九条道家の近習として競馬等に活躍している。
建長6年（1254年）に成季が編著した説話集『古今著聞集』の序文では「散木士」、跋文（ばつぶん＝書物の本文の後に書く文章）では「朝散大夫」と自称している。『古今著聞集』を完成させた建長6年（1254年）には既に隠居しており、文永9年（1272年）より前に没したらしい。